# Aulus Hostili Cató
Aulus Hostili Cató (llatí: Aulus Hostilius Cato) va ser un magistrat romà del segle iii aC. Formava part de la gens Hostília, que es deien descendents de Tul·lus Hostili.
Va arribar a pretor l'any 207 aC i va obtenir com a província l'illa de Sardenya. L'any 201 aC, després de l'evacuació d'Itàlia pels cartaginesos, el senat el va nomenar un dels deu comissionats per restablir i repartir les terres a Samni i la Pulla, que havien quedat devastades per Hanníbal.
L'any 190 aC va ser llegat de Corneli Escipió Asiàtic, i després Hostili va ser acusat junt amb Escipió, l'any 187 aC, d'acceptar suborns d'Antíoc III el Gran. L'acusaven d'haver rebut 40 peces d'or i 403 de plata, per establir unes condicions de pau que no van agradar al senat. Va donar seguretats que compareixeria a judici, però quan Escipió, que era morós, va evitar el càstig, segurament també se'n va lliurar.